# レオン・ダリカレール
レオン・ダリカレール（Léon Darricarrère、2004年6月4日 - ）は、フランスのラグビーユニオン選手。トップ14のクレルモンに所属している。

## 経歴
フランスのランド県モン＝ド＝マルサン出身。
2021年12月、U20シックス・ネーションズ2022に向けた選手のリストに含まれていたが、新型コロナウイルス感染症の世界的流行の影響で中止となった。
2022年7月、7人制U18フランス代表として、U18ヨーロッパラグビーセブンズ選手権に出場し優勝。
2022年8月、クレルモンの選手として初めて、 2022-23プレシーズン親善試合でトゥーロン戦、ボルドー・ベグル戦に出場した。
2023-24シーズンのトップ14第3節で、スタッド・ロシュレ戦に先発出場し、プロ公式戦デビューを果たした。
2023年2月、U20フランス代表として、U20シックス・ネーションズ2023のスコットランド戦で控えから出場した。